# Jetzt fahr’n wir übern See

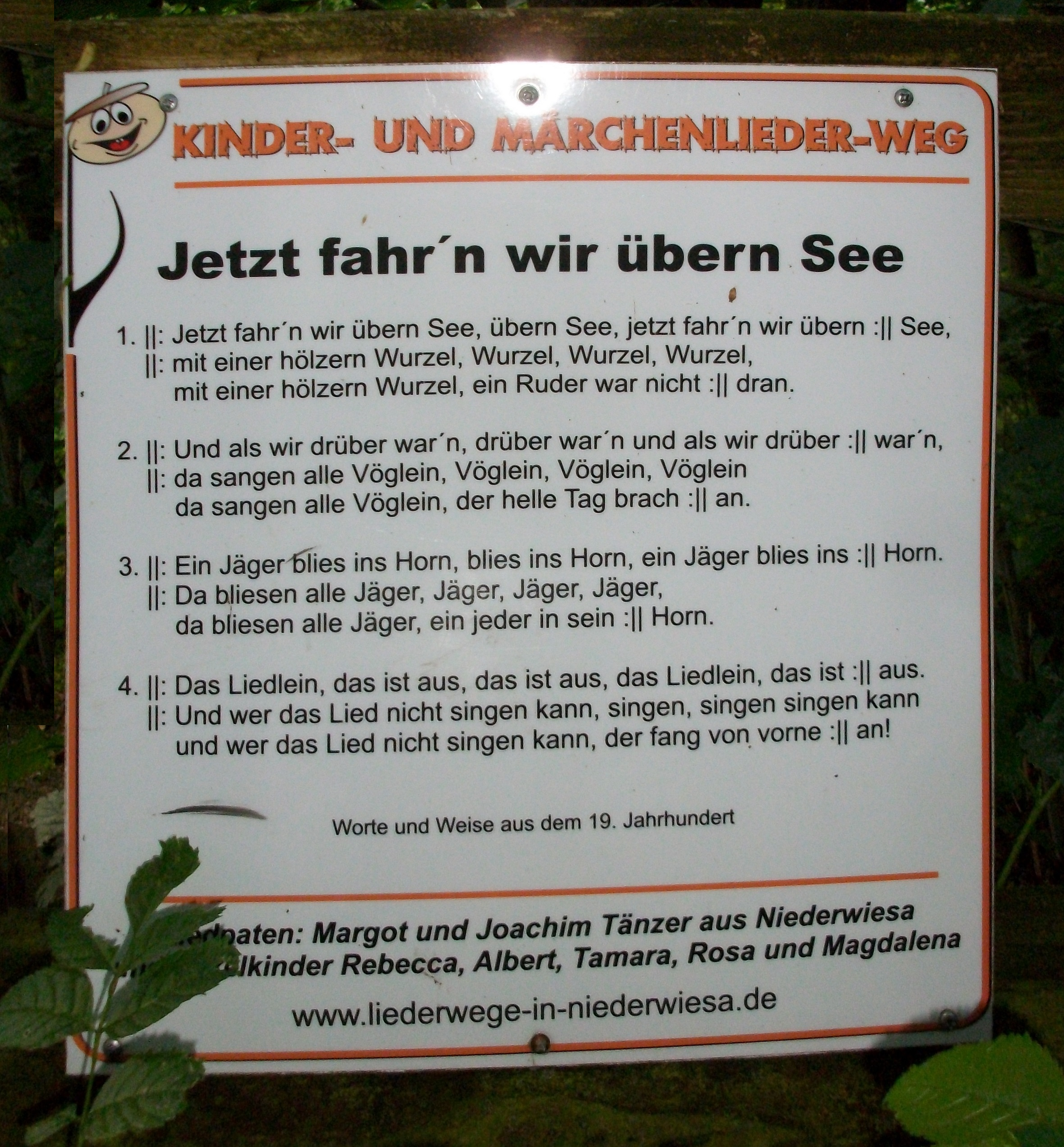
Jetzt fahr’n wir übern See beim Kinder- und Märchenliederweg in Braunsdorf

Jetzt fahr’n wir übern See ist ein deutsches Scherzlied aus dem 19. Jahrhundert. Es handelt sich um ein Volkslied, da nicht überliefert ist, wer für Melodie und Text verantwortlich war.

## Text und Melodie
|: Jetzt fahr’n wir übern See, übern See,

jetzt fahr’n wir übern (—) :| See,

|: mit einer hölzern’ Wurzel, Wurzel, Wurzel,

mit einer hölzern’ Wurzel,

kein Ruder war nicht (—) :| dran.

|: Und als wir drüber war’n, drüber war’n,

und als wir drüber (—) :| war’n,

|: da sangen alle Vöglein,

der helle Tag brach (—) :| an.

|: Der Jäger rief ins Horn, in das Horn,

der Jäger rief ins (—) :| Horn.

|: Da bliesen alle Jäger,

ein jeder in sein (—) :| Horn.

|: Das Liedlein, das ist aus, wieder aus,

das Liedlein, das ist (—) :| aus.

|: Und wer das Lied nicht singen kann,

der fang’s von vorne (—) :| an!
Obwohl die Noten üblicherweise in einem durchlaufenden Metrum notiert sind, wird der zweite Teil der Melodie häufig im doppelten Tempo, oder jedenfalls deutlich schneller gesungen.

## Ausführung
Das Lied dient als Pfänderspiel: Dabei müssen die Sänger während der Strophen jeweils bei der ersten Wiederholung der Eingangszeile und der Schlusszeile den Gesang aussetzen. Wer in die Pause hineinsingt, muss als Strafe ein Pfand abgeben. Heute wird das Lied gerne in Kindergärten und in der Grundschule gesungen und als bewegtes Singspiel einstudiert.

## Überlieferung
Varianten des Liedes sind seit der ersten Hälfte des 19. Jahrhunderts bekannt. Das Lied Ich fuhr einmal auf Sitt ist seit den 1830er Jahren nachweisbar.
Ich fuhr einmal auf Sitt, wi di witt

ich führ einmal auf — Sitt

mit einem hölzern Löffelchen

lirum larum Löffelchen

mit einem hölzern Löffelchen

ein Stielchen war nicht – dran

Als ich wohl überkam, widewitt.

Da krähten alle Hähnichen

Der helle Tag brach — an

Da saß ein Eul und spann

Auf einem düstern Kämmerchen

Es war kein Fenster — dran

Die Magd die kehrt das Haus:

Was fand sie in dem Kericht?

Ein’n Fuchsschwanz der war — kraus.

Die Frau die nahm einen Brand

Und schlug der armen Dienstmagd

Den Fuchsschwanz aus der — Hand.

Ach Frau das ist nicht fein

Denn was die Magd im Kericht findt

Das muß ihr eigen — sein
Eine andere Fassung teilt Andreas Kretzschmer 1840 mit.
Die heute verbreitete Fassung wurde Ende des 19. Jahrhunderts in Dauba im Norden Böhmens als Lied der Hopfenpflücker aufgezeichnet und 1891 veröffentlicht.
Die in der ersten Strophe erwähnte hölzerne Wurzel wird in manchen Liederbüchern als „Woidzülln“ (Waidzille = Jagdkahn) gedeutet. Nach dieser Lesart wäre hier also nicht vom Ersatz für ein fehlendes Ruder die Rede, sondern vom Wassergefährt selber.
Rolf Zuckowski nahm das Lied ebenfalls auf.